# 方肇周家族
方肇周家族，起源於1940年代，是香港著名商人家族，以紡織業起家，並將其資本擴展至其他私人企業和投資領域。

## 興起方法
方肇周家族中各人之興起歷程：
- 方肇周的興起歷程：原籍江蘇海門，早年於上海跟著父親方裕松從事花紗貿易。[1]1948年從上海遷居香港，在香港棉織業公會擔任副主席、主席多年。[2][3][4][5]於1949年創立 S.C. Fang & Sons，香港最大的紡織製造企業，而賺到第一桶金。[6][7]
- 方鏗的興起歷程：創立肇豐針織，發展為世界最大規模的成衣製造企業之一，有「針織大王」美譽。[8][9]及後創立肇豐集團，包含其他私人企業和投資，例如高級品牌時裝，零售，地產發展，零售、電子，汽車零部件生產銷售等等多個領域。[10][11][12]2009年《福布斯》估計方鏗身家逾100億元。[13]

- 方剛的興起歷程：先投資紡織及零售業，及後歷任立法局議員及自由黨黨魁。[14][9]
- 方仁德的興起歷程：承繼肇豐集團家族生意[15]

## 家族成員
- 方裕松
  - 方肇周＝ 厲素芳[7]
    - 長子：方鏗 = 邊敏芝
      - 方淑君（香港商業人，建制派（商界親中派）政治人，肇豐針織第三代。畢業於美國威爾斯利學院，並取得經濟學與數學學士學位。）
      - 方淑儀
      - 方淑明 = 林詩鍵（恒生銀行創辦人林炳炎孫兒）
        - 林嘉熙
        - 林嘉慈

      - 方仁德[6] = ？
        - 方義鈞
        - 方義煬

    - 次子：方超＝ 張琬薇
    - 三子：方剛 = 曾麗嫦 
      - 方仁傑[6]
      - 另外一女

    - 四子：方方[16] ＝馬秀文[17]（1980年曾被綁架，當時曾有報道誤作馬素雯[18]、馬素文[19]）
    - 女：方如玉 = 江岳生（居於美國[7]）
    - 女：方珮 = 羅家鵬（居於美國[7]）

## 勳銜及公職統計
- 立法會議員：方剛
- 全國政協委員：方鏗、方剛
- 獲頒GBS：方鏗、方剛
- 獲頒SBS：方剛
- 獲頒OBE：方鏗[7]
- 獲頒CBE：方鏗
- 太平紳士：方鏗、方剛